# Heteracris popovi
Heteracris popovi är en insektsart som först beskrevs av Boris Petrovich Uvarov 1952.  Heteracris popovi ingår i släktet Heteracris och familjen gräshoppor. Inga underarter finns listade i Catalogue of Life.